# 安哈尔特

1871年的安哈尔特公国在德意志国的位置

安哈尔特（德語：Anhalt，發音：[ˈanˌhalt] ⓘ）是德国中部的一个地区，最初是一个公国——安哈尔特公国，后来在魏瑪共和國时期成为安哈爾特自由邦。1947年-1952年，安哈尔特成为萨克森-安哈尔特州的一部分，之后随東德行政改革划分为多个区。1990年兩德統一后，萨克森-安哈尔特州恢复。